# Elanus scriptus
El elanio escrito (Elanus scriptus) es una especie de ave accipitriforme de la familia Accipitridae que habita en el centro de Australia.
Es rapaz pequeño y de color gris pálido, predominantemente blanco, con los hombros negros y ojos rojos. Es similar en apariencia al milano australiano (Elanus axillaris) a excepción de un patrón negro bajo las alas muy distintivo en forma de «M» superficial, que se observa cuando vuela. Se posa durante el día en los árboles para comer y caza por la noche. Es la única áve rapaz totalmente nocturna de los Accipitriformes o Falconiformes. Al igual que todos los accipítridos, es un depredador especialista de roedores, que los caza en pleno vuelo por  prados y campos.

## Descripción

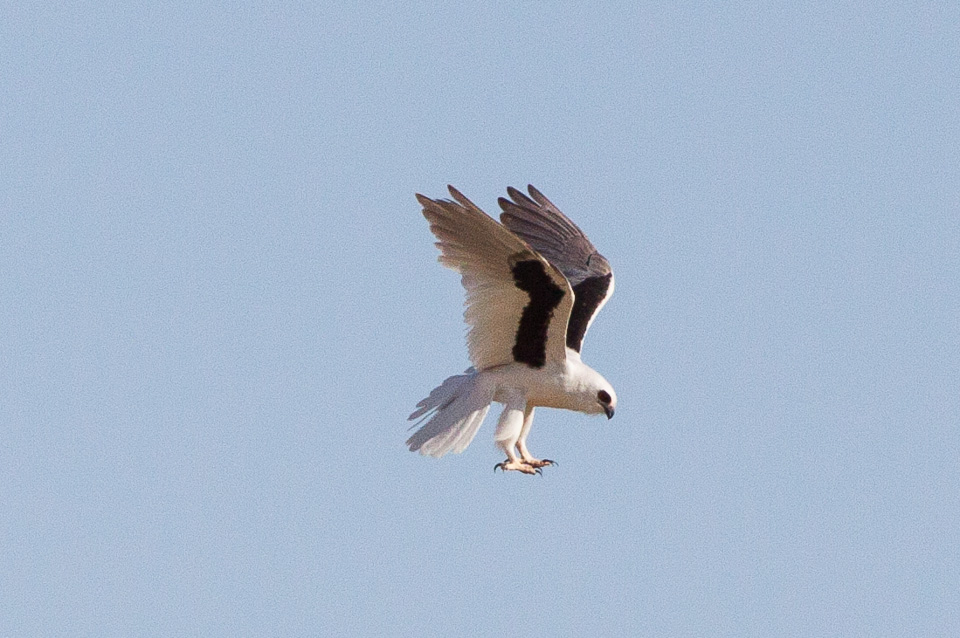
En pleno vuelo.

La especie mide de 33 a 38 cm de largo (13 a 15 pulgadas) con una envergadura de 85 a 95 cm (34 a 38 pulgadas), y un peso de alrededor de 291 g (10.3 oz). Las alas del elanio escrito adulto son de gris pálido con un cabeza y partes inferiores blancas. Lleva un largo borde delantero negro característico en el ala interna, que se asemeja a una letra «M» o «W» visible durante el vuelo. Cuando se eleva, revela sus prominentes «hombros» de color negro. Tiene ojos rojizos, con manchas negras alrededor de los ojos. Sus fosas nasales son amarillas y sus afiladas garras son negras. Las rodillas y los pies también son de color amarillo, y los pies tienen tres dedos dirigidos hacia delante y uno mirando hacia atrás. La hembra se distingue por un píleo más gris.
La «M» o «W» se encuentra la parte inferior de su brazo, y carece de puntas negras en las alas que ayudan a distinguirlo del milano australiano. En vuelo, bate sus alas más lenta y profundamente. Finalmente, la última especie es diurna, no nocturna.
Su llamado es similar al gorjeo de un pollo o a un fuerte golpe repetido.

## Taxonomía
El elanio escrito fue descrito originalmente por el ornitólogo John Gould en 1842. Su nombre específico proviene de la palabra latina scriptum que significa «escrito» o «sellado». Es una de las cuatro especies de pequeñas aves rapaces con plumaje predominantemente blanco en el género Elanus. Una propuesta taxonómica sobre la base de estudios de ADN ha recomendado clasificar estos cometas como una familia separada (Elanidae). Un estudio molecular (2004) de secuencias de ADN en el citocromo-b mostró que los halcones y águilas comunes se separaron en una fecha anterior a la del águila pescadora (Pandion haliaetus), que había sido clasificado en su propia familia.
En Australia Central, al suroeste de Alice Springs, el término pitjantjatjara para el elanio escrito es nyanyitjira.

## Distribución y hábitat
El hábitat habitual del elanio escrito es el ambiente abierto semiárido, con arbustos o cubierto de hierba, a través de la zona árida interior del continente, como el canal de Country y el golfo de Country de Queensland occidental y en el Territorio del Norte. Su distribución puede extenderse al sur lleno de plagas de roedores. La especie ha sido avistada en las inmediaciones de Broken Hill, en el extremo occidental de Nueva Gales del Sur, y un pájaro muerto registrado en una calle de Inverell en el norte del estado en 1965 y otro descubierto allí un año más tarde, así como el lago Eyre en el norte de Australia Meridional.

## Comportamiento

### Alimentación

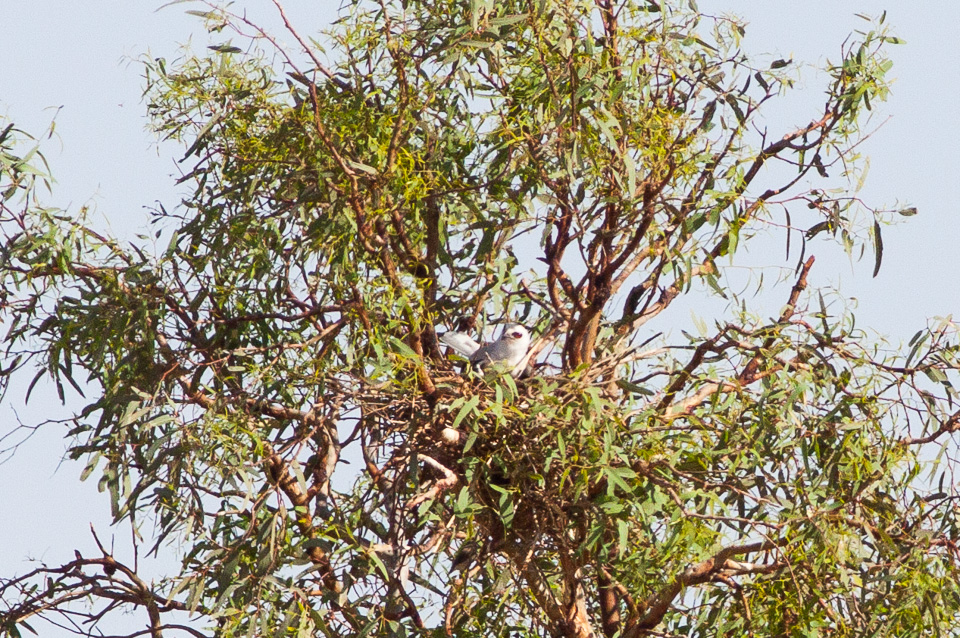
Posado en un árbol.

La especie es un ave rapaz nocturno, aunque solo por la noche. Su principal presa es la rata de pelo largo (Rattus villosissimus). Cuando la población de este roedor se acumula, a raíz de buenas lluvias, los elanios escritos son capaces de reproducirse de forma continua y en colonias de modo que su número aumenta en paralelo. Cuando las poblaciones de roedores declinan, la especie, ahora superabundante, pueden dispersarse y aparecer en zonas costeras lejos de su distribución normal en donde, a pesar de que de vez en cuando pueden reproducirse, no permanecen y con el tiempo desaparecen. Un estudio australiano que duró dos años y medio encuentro que elanios escritos se habían trasladado a una zona donde comenzó un brote de roedores seis meses antes.
En toda Australia Central comparte su hábitat con otro cazador roedor nocturno, la lechuza común (Tyto alba). Esta última especie prefiere los roedores más grandes, como Pseudomys australis, mientras que el elanio escrito come todas las especies, incluyendo Pseudomys hermannsburgensis y Notomys alexis, si está disponible. En general, el elanio escrito promedio consume un roedor al día. Otros depredadores que comparten su hábitat incluyen el dingo, gato salvaje y zorro.
La especie también se han registrado cazando el Mus musculus introducido en el noreste de Australia Meridional.

### Reproducción
Normalmente la época de reproducción es de julio a noviembre. El nido es un tazón grande de poca profundidad desaliñado con ramas, por lo general en el follaje cercano de la cima de los árboles, a unos cinco metros (15 pies) o más alto. Se halla bordeado con hojas verdes y otros materiales tales como pellets regurgitados. Múltiples nidos pueden verse en árboles individuales, en casos de plagas de roedores y, por tanto, abundancia de alimentos. La puesta consiste de tres a cuatro, o rara vez, cinco o incluso seis, huevos blancos opacos que miden 44 x 32 mm, con manchas de color marrón rojizo y en forma ovalada cónica. Las manchas son más grandes alrededor del extremo más ancho del huevo. La hembra incuba los huevos durante 30 días, y los polluelos permanecen en el nido durante unos 32 días.